# Mykoła Fedorenko
Mykoła Iwanowycz Fedorenko, ukr. Микола Іванович Федоренко, ros. Николай Иванович Федоренко, Nikołaj Iwanowicz Fiedorienko (ur. 31 lipca 1955 w Ordżonikidze, w obwodzie dniepropetrowskim) – ukraiński piłkarz, grający na pozycji pomocnika, a wcześniej napastnika, były reprezentant ZSRR, trener piłkarski.

## Kariera piłkarska

### Kariera klubowa
Wychowanek Szkoły Piłkarskiej w Ordżonikidze oraz Awanhard Switłowodsk. W 1973 rozpoczął karierę piłkarską w klubie Szachtar Donieck. W 1982 przeszedł do Dnipra Dniepropetrowsk. W 1985 przeniósł się do drugoligowego klubu Kołos Nikopol. Potem występował w Zirce Kirowohrad. W 1990 zakończył karierę zawodową w zaporoskim Torpedo.

### Kariera reprezentacyjna
26 marca 1980 debiutował w narodowej reprezentacji ZSRR w towarzyskim meczu z Bułgarią. Łącznie rozegrał 2 mecze i strzelił 1 gola.

## Kariera trenerska
Jeszcze będąc piłkarzem w 1987 pracował na stanowisku kierownika klubu Kołos Nikopol. Po zakończeniu kariery zawodniczej w 1991 pomagał trenować Dnipro Dniepropetrowsk. Potem prowadził kluby Zirka Kirowohrad, Sirius Żółte Wody, Wodnyk Chersoń oraz Agrowest Novoaleksandrowka. Pracował w sztabie szkoleniowym Dnipra, trenował drugą, a od lipca 1999 do października 2001 pierwszą drużynę. W końcu 2001 został zaproszony do struktury Szachtara Donieck, trenując drugą i rezerwową drużynę oraz pomagał trenować pierwszy zespół. Jesienią 2008 objął stanowisko głównego trenera klubu Tytan Armiańsk, z którym pracował do maja 2012. Od 22 czerwca 2013 ponownie prowadził Zirkę Kirowohrad. 7 kwietnia 2014 podał się do dymisji.

## Sukcesy i odznaczenia

### Sukcesy klubowe
- mistrz ZSRR: 1983
- wicemistrz ZSRR: 1975, 1979
- brązowy medalista Mistrzostw ZSRR: 1978, 1984, 1985
- zdobywca Pucharu ZSRR: 1980

### Sukcesy indywidualne
- wybrany do listy 33 najlepszych piłkarzy ZSRR: 1979 (Nr 3)

### Odznaczenia
- tytuł Mistrza Sportu ZSRR: 1976
- tytuł Zasłużonego Trenera Sportu Ukrainy